# Speedski-Weltcup 2009
Der Speedski-Weltcup 2009 begann am 6. März 2009 in Sun Peaks und endete am 23. April 2009 in Verbier. Den Gesamtweltcup bei den Männern gewann der Italiener Simone Origone. Bei den Frauen war die Schwedin Sanna Tidstrand erfolgreich. Höhepunkt der Saison war die Speedski-Weltmeisterschaft 2009 in Vars vom 17. bis zum 21. Januar 2009, deren Ergebnisse jedoch nicht zum Weltcup zählten.

## Weltcupwertung
| Rang | Athlet            | Punkte |
| ---- | ----------------- | ------ |
| 1    | Simone Origone    | 560    |
| 2    | Philippe May      | 405    |
| 3    | Bastien Montes    | 351    |
| 4    | Finn-Arne Stavik  | 276    |
| 5    | Merijn Wunderink  | 189    |
| 6    | Allan Grimm       | 140    |
| 7    | Martin Hochrainer | 135    |
| 8    | Christian Jansson | 128    |
| 9    | Jukka Viitasaaru  | 125    |
| 10   | Ismael Devenes    | 121    |

| Rang | Athletin             | Punkte |
| ---- | -------------------- | ------ |
| 1    | Sanna Tidstrand      | 700    |
| 2    | Karine Dubouchet     | 470    |
| 3    | Tracie Sachs         | 280    |
| 4    | Lisa Hovland-Udén    | 270    |
| 5    | Linda Baginski       | 205    |
| 6    | Antonia Fager        | 162    |
| 7    | Liss-Anne Pettersen  | 130    |
| 8    | Elena Banfo          | 120    |
| 9    | Piia Piipponen       | 80     |
| 10   | Tone Edquist Servold | 72     |

## Podestplatzierungen Herren
| Datum          | Ort         | 1. Platz       | 2. Platz         | 3. Platz       |
| -------------- | ----------- | -------------- | ---------------- | -------------- |
| 6. März 2009   | Sun Peaks   | Simone Origone | Philippe May     | Bastien Montes |
| 15. März 2009  | Salla       | Bastien Montes | Philippe May     | Simone Origone |
| 17. März 2009  | Salla       | Simone Origone | Jukka Viitasaaru | Philippe May   |
| 22. März 2009  | Idre Fjäll  | Simone Origone | Philippe May     | Allan Grimm    |
| 25. März 2009  | Hundfjället | Simone Origone | Allan Grimm      | Bastien Montes |
| 23. April 2009 | Verbier     | Simone Origone | Jonathan Moret   | Philippe May   |

## Podestplatzierungen Damen
| Datum          | Ort         | 1. Platz        | 2. Platz            | 3. Platz         |
| -------------- | ----------- | --------------- | ------------------- | ---------------- |
| 6. März 2009   | Sun Peaks   | Sanna Tidstrand | Karine Dubouchet    | Sarah McDiarmid  |
| 15. März 2009  | Salla       | Sanna Tidstrand | Karine Dubouchet    | Tracie Sachs     |
| 17. März 2009  | Salla       | Sanna Tidstrand | Karine Dubouchet    | Tracie Sachs     |
| 22. März 2009  | Idre Fjäll  | Sanna Tidstrand | Karine Dubouchet    | Linda Baginski   |
| 25. März 2009  | Hundfjället | Sanna Tidstrand | Liss-Anne Pettersen | Karine Dubouchet |
| 21. April 2009 | Verbier     | Sanna Tidstrand | Tracie Sachs        | Elena Banfo      |
| 23. April 2009 | Verbier     | Sanna Tidstrand | Tracie Sachs        | Elena Banfo      |